# Церковь Святого Николая (Чулице)
 Памятник культуры Малопольского воеводства: регистрационный номер А-179 от 28 декабря 1961 года.
Церковь святого Николая (пол. Kościół św. Mikołaja) — католическая деревянная церковь, находящаяся в селе Чулице гмины Коцмыжув-Любожица Краковского повята Малопольского воеводства, Польша. Храм входит в туристический маршрут «Путь деревянной архитиектуры». Памятник культуры Малопольского воеводства.

## История
Деревянная церковь святого Николая была построена в 1547 году представителями шляхетского рода Чулицких герба Лзава. Храм относится к архитектурному стилю, характерному для поздней готики. После своего основания храм неоднократно ремонтировался. Современный интерьер относится к рубежу XVII и XVIII веков. В главном нефе церкви находится алтарь XVIII века с иконой Пресвятой Девы Марии Утешения. Исторической значимостью обладают находящиеся в храме надгробие Яна Чулицкого, позднебарочная крестильня, литургическая чаша 1673 года и Крестный путь, датируемый XVIII веком.
28 декабря 1961 года храм был внесён в реестр памятников культуры Малопольского воеводства (№ A-179).